# Lissaspis laevigata
Lissaspis laevigata là một loài tò vò trong họ Ichneumonidae.